# محطة قطار نورويتش
محطة قطار نورويتش (بالإنجليزية: Norwich railway station)‏‏ هي محطة قطار في نورتش في المملكة المتحدة، تُشغلها قطارات إيست ميدلاند. افتُتحت هذه المحطة في 1844، ويبلغ عدد مسارات أرصفتها 6.